# Milman Parry
Pour les articles homonymes, voir Parry.
Milman Parry (Oakland, 1902 – Los Angeles, 1935) est un philologue américain d'expression française.

## Biographie
Parry fait ses études supérieures à l'Université de Californie, où il obtient les diplômes de bachelor of Arts (équivalent de la licence de lettres) et de master of Arts (équivalent du master). En 1924, à l'âge de 23 ans, il part pour poursuivre ses études à Paris. Il consacre sa première année en France à l'apprentissage du français, puis se consacre à ses travaux de doctorat. En 1928, il obtient le titre de docteur ès lettres à la Sorbonne pour sa thèse intitulée L'épithète traditionnelle chez Homère, fondant ainsi ce qu'on appellera ensuite la théorie de l'« oralité ». L'objet de la thèse de Parry sont les épithètes homériques comme « Hector au casque étincelant », « Nestor, le vieux meneur de chars », « le divin et endurant Ulysse », « le divin Achille aux pieds agiles », « le roi des hommes Agamemnon ». Elles émaillent le texte à tel point que certains érudits les ont considérées comme des interpolations. 
Parry montre dans sa thèse que tous les héros de l’Iliade et de l’Odyssée disposent d’épithètes et forment un prédicat sujet allant exactement d’une pause à une extrémité du vers et que pour une pause donnée, cette épithète est généralement unique. Les mêmes remarques pourraient être faites aussi pour les cas obliques, si bien que les épithètes homériques forment un système suffisant et nécessaire : suffisant puisqu’il permet aux héros d’apparaître dans à peu près tous les contextes métriques, nécessaire parce que les épithètes superflues sont très rares, et il suffirait de retirer à un héros une seule de ses épithètes attitrées pour lui interdire d’apparaître dans certaines conditions métriques.
Il appuyait sa démonstration de quelques contre-exemples. Apollonios de Rhodes ou Virgile ont flanqué leurs héros de quelques épithètes à la manière d’Homère, mais ces épithètes ne sont ni nécessaires ni suffisantes. Ainsi, Enée est pourvu de plusieurs épithètes métriquement équivalentes (pius, pater, bonus, Tros), ce qui est beaucoup plus que nécessaire. Ces épithètes ne permettent pas de former des prédicats remplissant exactement un hémistiche. Si Virgile s’est parfois laissé aller à imiter Homère, il n’a pas compris le rôle que celui-ci faisait jouer aux épithètes : il y a chez lui des épithètes mais pas de système épithétique. Un tel système est trop complexe et trop parfaitement agencé pour avoir été forgé par un auteur unique. On devait donc penser qu’il est le produit d’un lent processus au cours duquel chaque génération d’aèdes modifiait sans s’en apercevoir le stock d’épithètes qu’elle avait reçu : des épithètes nouvelles apparaissaient là où il en manquait encore, et d’autres tombaient en désuétude parce que superflues, le système approchant ainsi peu à peu de la perfection qu’il a finalement atteinte.
À aucun moment dans sa thèse, Parry n’avait émis d’hypothèse sur le mode de composition de l’Iliade et de l’Odyssée (ce qui lui fut d’ailleurs reproché lors de la soutenance par Antoine Meillet, qui présidait le jury). La diction d’Homère y était simplement qualifiée de « traditionnelle », terme par lequel il exprimait le fait qu'elle était l'œuvre non d'un auteur unique mais de générations d'aèdes. Ce n'est que plus tard qu'elle devient pour lui l’indice d’une composition orale : elle permettait au barde qui chantait les poèmes de construire le récit à sa guise et selon les souhaits de l'assistance.
Parry retourne ensuite aux États-Unis, où il obtient un poste d'enseignant à Drake University, en Iowa, puis à Harvard. En 1933 et 1935, sous le patronage du Conseil américain des sociétés savantes et sur le conseil du linguiste Antoine Meillet, il s'efforce ensuite de prouver ses théories sur le terrain. Avec son collègue Albert Lord, il parcourt la région de Novi Pazar, en Serbie, et de Bijelo Polje, dans le Monténégro, d'abord au cours de l'été 1933 et durant l'année universitaire 1934-1935. C'est là qu'eut lieu, en 1389, la bataille dite du Champ des merles, mettant aux prises les armées turques du sultan Mourad et les troupes chrétiennes, albano-serbes, du prince Lazare. Cette bataille et d'autres ont donné naissance à de grandes épopées, récitées par des bardes, souvent analphabètes, capables de construire des poèmes de quelques milliers de vers grâce à ce « style formulaire ». Ils constatent qu'à plusieurs années d'intervalle, les modifications apportées par les guslari (« chanteurs ») sont fondamentales. Selon Parry et Lord, l'apprentissage de la lecture les prive de leurs talents poétiques. Suivant l'exemple de Matija Murko, Parry enregistre quelques centaines d'épopées, actuellement conservés à la bibliothèque Widener à Harvard. 
La mort prématurée de Milman Parry en 1935, dans une fusillade accidentelle, met un terme à ses travaux, révolutionnaires en matière d'études des épopées orales, notamment homériques. Ses travaux ont été rassemblés et édités en 1971 par son fils Adam sous le titre The Making of Homeric Verse: The Collected Papers of Milman Parry. Il est vrai que, malgré toute l'admiration qu'il avait pour les hypothèses de son père, Adam Parry émettait à leur sujet quelques réserves. Ainsi, il estimait que, si économes que soient les formules homériques, elles laissent parfois deviner ce qui semblait être un travail d’écriture.

## Œuvre
- Milman Parry. L’épithète traditionnelle dans Homère, Paris, Les Belles Lettres, 1928.
- Adam Parry (éditeur), The Making of Homeric Verse: The Collected Papers of Milman Parry. New York & Oxford : Oxford University Press, 1987.